# Santo Inácio dos Vieiras
Santo Inácio dos Vieiras é um bairro rural (área urbana isolada) do município brasileiro de Morro Agudo, que integra a Região Metropolitana de Ribeirão Preto, no interior do estado de São Paulo.

## História

### Origem
O bairro rural de Santo Inácio foi fundado na década de 60 pelo fazendeiro Abel dos Santos Vieira. Após comprar a fazenda que existia no local, Vieira vendeu alguns lotes de terra e doou outros, o que foi dando origem a uma colônia da propriedade.
Uma mercearia, de propriedade de Antônio Moura, foi a primeira construção do bairro. Ele comprou um lote da fazenda de Abel dos Santos Vieira e construiu o estabelecimento comercial.

## Geografia

### Localização
O bairro está localizado à 25 km de Morro Agudo.

### Demografia

#### População urbana
| Crescimento população urbana | Crescimento população urbana | Crescimento população urbana | Crescimento população urbana |
| Censo                        | Pop.                         |                              | %±                           |
| ---------------------------- | ---------------------------- | ---------------------------- | ---------------------------- |
| 1991                         | 304                          |                              | —                            |
| 2000                         | 401                          |                              | 31,9%                        |
| 2010                         | 439                          |                              | 9,5%                         |
| Fonte: IBGE e Fundação SEADE |                              |                              |                              |

Até o Censo 2010 (IBGE) Santo Inácio dos Vieiras era classificado pelo IBGE como área urbana isolada.

### Rodovias

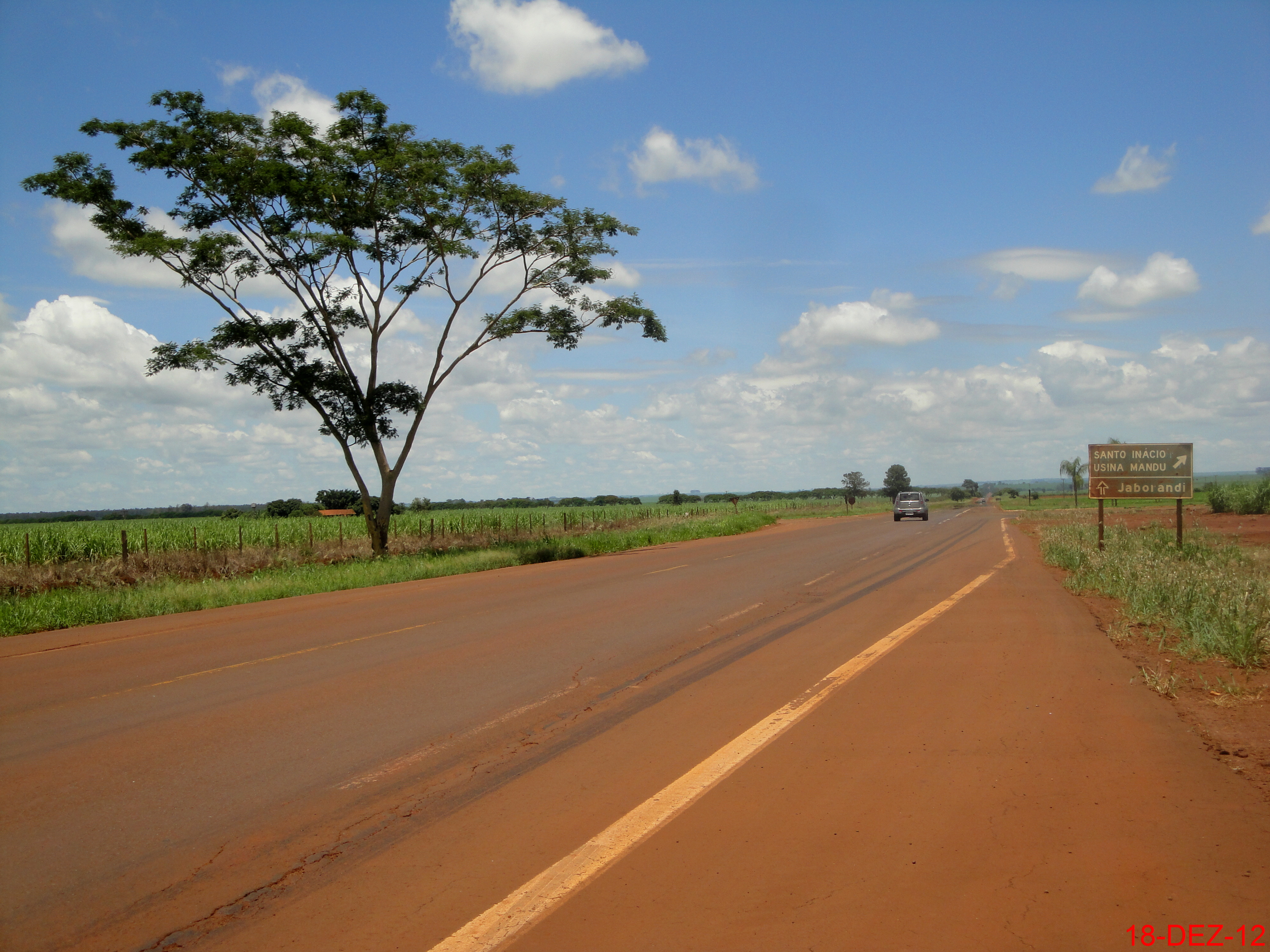
Acesso ao bairro na SP-373.

O principal acesso ao bairro é a Rodovia Dona Genoveva Lima de Carvalho Dias (SP-373).

### Hidrografia
- Rio Pardo

## Serviços públicos

### Saneamento
O serviço de abastecimento de água é feito pela Prefeitura Municipal de Morro Agudo. 

### Energia
A responsável pelo abastecimento de energia elétrica é a CPFL Paulista, distribuidora do grupo CPFL Energia.

## Religião
O Cristianismo se faz presente no bairro da seguinte forma:

### Igreja Católica
- A igreja faz parte da Diocese de Barretos[11].

### Igrejas Evangélicas
- Congregação Cristã no Brasil[12].